# Liam Lawson
Liam Lawson (ur. 11 lutego 2002 w Hastings) – nowozelandzki kierowca wyścigowy, startujący w mistrzostwach świata Formuły 1 od 13. rundy sezonu 2023 w zespole Scuderia AlphaTauri. Mistrz (2019) i wicemistrz (2020) Toyota Racing Series, wicemistrz Australijskiej Formuły 4 (2017), Niemieckiej Formuły 4 (2018), Euroformula Open Championship (2019) i DTM (2021).
Zadebiutował w Formule 1 w 13. rundzie sezonu 2023, Grand Prix Holandii na torze Zandvoort, zastępując australijskiego kierowcę Scuderia AlphaTauri Daniela Ricciardo, który doznał złamania śródręcza po wypadku w piątkowym treningu. Lawson po raz pierwszy zasiadł za kierownicą bolidu AlphaTauri AT04 w sobotę podczas kwalifikacji, zaś w pierwszym starcie dzień później zajął 13. miejsce. 
Dnia 19 grudnia 2024 zespół Red Bull Racing poinformował o wybraniu Liama na swojego drugiego kierowcę. W sezonie 2025 u boku Maxa Verstappena wystąpił w pierwszych dwóch rundach sezonu 2025 zajmując kolejno 15. oraz 12 miejsce.
Dnia 27 marca 2025 Liam Lawson za decyzją zespołu Red Bull Racing po dwóch pierwszych wyścigach sezonu 2025 został zdegradowany do zespołu Racing Bulls VCARB.

## Wyniki
| Legenda oznaczeń w tabelach wyników Wyświetl szablon na nowej stronie | Legenda oznaczeń w tabelach wyników Wyświetl szablon na nowej stronie                                                                     |
| Oznaczenie                                                            | Wyjaśnienie |
| --------------------------------------------------------------------- | --- |
| Złoty                                                                 | Zwycięzca lub mistrzostwo |
| Srebrny                                                               | 2. miejsce lub wicemistrzostwo |
| Brązowy                                                               | 3. miejsce lub II wicemistrzostwo |
| Zielony                                                               | Ukończył, punktował (w klasyfikacji generalnej, gdy zdobył co najmniej jeden punkt na przestrzeni sezonu, poza trzema powyższymi opcjami) |
| Niebieski                                                             | Ukończył, nie punktował (w klasyfikacji generalnej, gdy nie zdobył co najmniej jednego punktu na przestrzeni sezonu)                      |
| Czerwony                                                              | Nie zakwalifikował się (NZ) |
| Czerwony                                                              | Nie prekwalifikował się (NPK) |
| Różowy                                                                | Nie ukończył (NU) |
| Różowy                                                                | Niesklasyfikowany (NS) (w klasyfikacji generalnej, gdy nie został sklasyfikowany w żadnym wyścigu sezonu)                                 |
| Czarny                                                                | Zdyskwalifikowany (DK) |
| Czarny                                                                | Wykluczony (WYK/EX) |
| Biały                                                                 | Nie wystartował (NW) |
| Biały                                                                 | Kontuzjowany (K/INJ) |
| Biały                                                                 | Wyścig odwołany (OD/C) |
| Bez koloru                                                            | Został wycofany (WYC/WD) |
| Bez koloru                                                            | Nie przybył (NP/DNA) |
| Bez koloru                                                            | Nie brał udziału w treningach (NT/DNP) |
| Bez koloru                                                            | Nie został zgłoszony (–) |
| Pogrubienie                                                           | Start z pole position |
| Kursywa                                                               | Najszybsze okrążenie wyścigu |
| †                                                                     | Nie ukończył, ale jego rezultat został zaliczony ze względu na przejechanie więcej niż 90% dystansu wyścigu.                              |
| *                                                                     | Sezon w trakcie |
| 1/2/3                                                                 | Punktowana pozycja w sprincie kwalifikacyjnym                                                                                             |
| Lista systemów punktacji Formuły 1                                    | |

### Formuła 3
| Rok  | Zespół            | Wyniki w poszczególnych eliminacjach | Wyniki w poszczególnych eliminacjach | Wyniki w poszczególnych eliminacjach | Wyniki w poszczególnych eliminacjach | Wyniki w poszczególnych eliminacjach | Wyniki w poszczególnych eliminacjach | Wyniki w poszczególnych eliminacjach | Wyniki w poszczególnych eliminacjach | Wyniki w poszczególnych eliminacjach | Wyniki w poszczególnych eliminacjach | Wyniki w poszczególnych eliminacjach | Wyniki w poszczególnych eliminacjach | Wyniki w poszczególnych eliminacjach | Wyniki w poszczególnych eliminacjach | Wyniki w poszczególnych eliminacjach | Wyniki w poszczególnych eliminacjach | Wyniki w poszczególnych eliminacjach | Wyniki w poszczególnych eliminacjach | Punkty | Pozycja |
| ---- | ----------------- | ------------------------------------ | ------------------------------------ | ------------------------------------ | ------------------------------------ | ------------------------------------ | ------------------------------------ | ------------------------------------ | ------------------------------------ | ------------------------------------ | ------------------------------------ | ------------------------------------ | ------------------------------------ | ------------------------------------ | ------------------------------------ | ------------------------------------ | ------------------------------------ | ------------------------------------ | ------------------------------------ | ------ | ------- |
| 2019 | MP Motorsport     | CAT                                  | CAT                                  | LEC                                  | LEC                                  | RBR                                  | RBR                                  | SIL                                  | SIL                                  | HUN                                  | HUN                                  | SPA                                  | SPA                                  | MNZ                                  | MNZ                                  | SOC                                  | SOC                                  |                                      |                                      | 41     | 11      |
| 2019 | MP Motorsport     | NS                                   | 17                                   | 9                                    | 5                                    | 14                                   | 25                                   | 8                                    | 3                                    | 16                                   | 9                                    | 12                                   | 19                                   | 7                                    | 2                                    | 18                                   | 8                                    |                                      |                                      | 41     | 11      |
| 2020 | Hitech Grand Prix | RBR                                  | RBR                                  | RBR                                  | RBR                                  | HUN                                  | HUN                                  | SIL                                  | SIL                                  | SIL                                  | SIL                                  | CAT                                  | CAT                                  | SPA                                  | SPA                                  | MNZ                                  | MNZ                                  | MUG                                  | MUG                                  | 143    | 5       |
| 2020 | Hitech Grand Prix | 6                                    | 1                                    | 8‡                                   | NU                                   | NU                                   | NU                                   | 1                                    | 4                                    | 3                                    | 5                                    | 2                                    | 7                                    | 9                                    | 3                                    | 6                                    | 7                                    | 10                                   | 1                                    | 143    | 5       |

### Formuła 2
| Rok  | Zespół            | Wyniki w poszczególnych eliminacjach | Wyniki w poszczególnych eliminacjach | Wyniki w poszczególnych eliminacjach | Wyniki w poszczególnych eliminacjach | Wyniki w poszczególnych eliminacjach | Wyniki w poszczególnych eliminacjach | Wyniki w poszczególnych eliminacjach | Wyniki w poszczególnych eliminacjach | Wyniki w poszczególnych eliminacjach | Wyniki w poszczególnych eliminacjach | Wyniki w poszczególnych eliminacjach | Wyniki w poszczególnych eliminacjach | Wyniki w poszczególnych eliminacjach | Wyniki w poszczególnych eliminacjach | Wyniki w poszczególnych eliminacjach | Wyniki w poszczególnych eliminacjach | Wyniki w poszczególnych eliminacjach | Wyniki w poszczególnych eliminacjach | Wyniki w poszczególnych eliminacjach | Wyniki w poszczególnych eliminacjach | Wyniki w poszczególnych eliminacjach | Wyniki w poszczególnych eliminacjach | Wyniki w poszczególnych eliminacjach | Wyniki w poszczególnych eliminacjach | Wyniki w poszczególnych eliminacjach | Wyniki w poszczególnych eliminacjach | Wyniki w poszczególnych eliminacjach | Wyniki w poszczególnych eliminacjach | Punkty | Pozycja |
| ---- | ----------------- | ------------------------------------ | ------------------------------------ | ------------------------------------ | ------------------------------------ | ------------------------------------ | ------------------------------------ | ------------------------------------ | ------------------------------------ | ------------------------------------ | ------------------------------------ | ------------------------------------ | ------------------------------------ | ------------------------------------ | ------------------------------------ | ------------------------------------ | ------------------------------------ | ------------------------------------ | ------------------------------------ | ------------------------------------ | ------------------------------------ | ------------------------------------ | ------------------------------------ | ------------------------------------ | ------------------------------------ | ------------------------------------ | ------------------------------------ | ------------------------------------ | ------------------------------------ | ------ | ------- |
| 2021 | Hitech Grand Prix | BHR                                  | BHR                                  | BHR                                  | MON                                  | MON                                  | MON                                  | BAK                                  | BAK                                  | BAK                                  | SIL                                  | SIL                                  | SIL                                  | MNZ                                  | MNZ                                  | MNZ                                  | SOC                                  | SOC                                  | SOC                                  | JED                                  | JED                                  | JED                                  | YAS                                  | YAS                                  | YAS                                  |                                      |                                      |                                      |                                      | 103    | 9       |
| 2021 | Hitech Grand Prix | 1                                    | NU                                   | 3                                    | 9                                    | DK                                   | 7                                    | NU                                   | 7                                    | 6                                    | 7                                    | 5                                    | 11                                   | 5                                    | 4                                    | NU                                   | NU                                   | OD                                   | 7                                    | 2                                    | NU                                   | 9‡                                   | 5                                    | 6                                    | 20†                                  |                                      |                                      |                                      |                                      | 103    | 9       |
| 2022 | Carlin            | BHR                                  | BHR                                  | JED                                  | JED                                  | IMO                                  | IMO                                  | CAT                                  | CAT                                  | MON                                  | MON                                  | BAK                                  | BAK                                  | SIL                                  | SIL                                  | RBR                                  | RBR                                  | LEC                                  | LEC                                  | HUN                                  | HUN                                  | SPA                                  | SPA                                  | ZAN                                  | ZAN                                  | MNZ                                  | MNZ                                  | YAS                                  | YAS                                  | 149    | 3       |
| 2022 | Carlin            | 3                                    | 2                                    | 1                                    | NU                                   | 8                                    | NU                                   | 9                                    | 9                                    | 8                                    | NU                                   | 3                                    | 15                                   | 20                                   | 3                                    | NU                                   | 10                                   | 1                                    | 6                                    | 6                                    | 7                                    | 1                                    | 3                                    | 4                                    | 12                                   | 5                                    | 13                                   | 1                                    | 3                                    | 149    | 3       |

### Deutsche Tourenwagen Masters
| Rok  | Zespół   | Wyniki w poszczególnych eliminacjach | Wyniki w poszczególnych eliminacjach | Wyniki w poszczególnych eliminacjach | Wyniki w poszczególnych eliminacjach | Wyniki w poszczególnych eliminacjach | Wyniki w poszczególnych eliminacjach | Wyniki w poszczególnych eliminacjach | Wyniki w poszczególnych eliminacjach | Wyniki w poszczególnych eliminacjach | Wyniki w poszczególnych eliminacjach | Wyniki w poszczególnych eliminacjach | Wyniki w poszczególnych eliminacjach | Wyniki w poszczególnych eliminacjach | Wyniki w poszczególnych eliminacjach | Wyniki w poszczególnych eliminacjach | Wyniki w poszczególnych eliminacjach | Punkty | Pozycja |
| ---- | -------- | ------------------------------------ | ------------------------------------ | ------------------------------------ | ------------------------------------ | ------------------------------------ | ------------------------------------ | ------------------------------------ | ------------------------------------ | ------------------------------------ | ------------------------------------ | ------------------------------------ | ------------------------------------ | ------------------------------------ | ------------------------------------ | ------------------------------------ | ------------------------------------ | ------ | ------- |
| 2021 | AF Corse | MNZ                                  | MNZ                                  | LAU                                  | LAU                                  | ZOL                                  | ZOL                                  | NÜR                                  | NÜR                                  | RBR                                  | RBR                                  | ASS                                  | ASS                                  | HOC                                  | HOC                                  | NOR                                  | NOR                                  | 227    | 2       |
| 2021 | AF Corse | 1                                    | 13                                   | 2                                    | 2                                    | NU                                   | 3                                    | 13                                   | NU                                   | 1                                    | 1                                    | 3                                    | 2                                    | 4                                    | 2                                    | 3                                    | NS                                   | 227    | 2       |

### Formuła 1
| Rok  | Zespół              | Samochód        | Silnik               | Wyniki w poszczególnych eliminacjach | Wyniki w poszczególnych eliminacjach | Wyniki w poszczególnych eliminacjach | Wyniki w poszczególnych eliminacjach | Wyniki w poszczególnych eliminacjach | Wyniki w poszczególnych eliminacjach | Wyniki w poszczególnych eliminacjach | Wyniki w poszczególnych eliminacjach | Wyniki w poszczególnych eliminacjach | Wyniki w poszczególnych eliminacjach | Wyniki w poszczególnych eliminacjach | Wyniki w poszczególnych eliminacjach | Wyniki w poszczególnych eliminacjach | Wyniki w poszczególnych eliminacjach | Wyniki w poszczególnych eliminacjach | Wyniki w poszczególnych eliminacjach | Wyniki w poszczególnych eliminacjach | Wyniki w poszczególnych eliminacjach | Wyniki w poszczególnych eliminacjach | Wyniki w poszczególnych eliminacjach | Wyniki w poszczególnych eliminacjach | Wyniki w poszczególnych eliminacjach | Punkty | Pozycja |
| ---- | ------------------- | --------------- | -------------------- | ------------------------------------ | ------------------------------------ | ------------------------------------ | ------------------------------------ | ------------------------------------ | ------------------------------------ | ------------------------------------ | ------------------------------------ | ------------------------------------ | ------------------------------------ | ------------------------------------ | ------------------------------------ | ------------------------------------ | ------------------------------------ | ------------------------------------ | ------------------------------------ | ------------------------------------ | ------------------------------------ | ------------------------------------ | ------------------------------------ | ------------------------------------ | ------------------------------------ | ------ | ------- |
| 2023 | Scuderia AlphaTauri | AlphaTauri AT04 | Honda RBPH RBPTH0001 | Bahrajn                              | Arabia Saudyjska                     | Australia                            | Azerbejdżan                          | Stany Zjednoczone                    | Monako                               | Hiszpania                            | Kanada                               | Austria                              | Wielka Brytania                      | Węgry                                | Belgia                               | Holandia                             | Włochy                               | Singapur                             | Japonia                              | Katar                                | Stany Zjednoczone                    | Meksyk                               |                                      | Stany Zjednoczone                    |                                      | 2      | 20      |
| 2023 | Scuderia AlphaTauri | AlphaTauri AT04 | Honda RBPH RBPTH0001 | –                                    | –                                    | –                                    | –                                    | –                                    | –                                    | –                                    | –                                    | –                                    | –                                    | –                                    | –                                    | 13                                   | 11                                   | 9                                    | 11                                   | 17                                   | –                                    | –                                    | –                                    | –                                    | –                                    | 2      | 20      |

### Podsumowanie
| Sezon   | Seria                                  | Zespół                 | Wyścigi | P1 | PP | NO | Podium | Punkty | Pozycja |
| ------- | -------------------------------------- | ---------------------- | ------- | -- | -- | -- | ------ | ------ | ------- |
| 2015    | Formula First Manfeild Winter Series   | Sabre Motorsport       | 12      | 1  | 1  | 1  | 10     | 631    | 2       |
| 2015/16 | New Zealand Formula First Championship | Sabre Motorsport       | 24      | 1  | 0  | 1  | 3      | 1028   | 6       |
| 2016/17 | NZ F1600 Championship Series           | Liam Lawson Motorsport | 15      | 14 | 5  | 12 | 15     | 605    | 1       |
| 2017    | Australijska Formuła 4                 | Team BRM               | 21      | 5  | 1  | 1  | 12     | 300    | 2       |
| 2017    | Formuła V                              | JRD                    | 3       | 0  | 0  | 0  | 1      | 60     | 15      |
| 2018    | Niemiecka Formuła 4                    | Van Amersfoort Racing  | 20      | 3  | 3  | 0  | 9      | 234    | 2       |
| 2018    | Azjatycka Formuła 3                    | Pinnacle Motorsport    | 3       | 3  | 2  | 3  | 3      | 75     | 8       |
| 2019    | Formuła 3                              | MP Motorsport          | 16      | 0  | 0  | 0  | 2      | 41     | 11      |
| 2019    | Grand Prix Makau                       | MP Motorsport          | 2       | 0  | 0  | 0  | 0      | n.d.   | 7       |
| 2019    | Euroformula Open Championship          | Motopark               | 14      | 4  | 2  | 1  | 7      | 179    | 2       |
| 2019    | Toyota Racing Series                   | M2 Competition         | 15      | 5  | 4  | 5  | 11     | 356    | 1       |
| 2020    | Formuła 3                              | Hitech Grand Prix      | 18      | 3  | 1  | 1  | 6      | 143    | 5       |
| 2020    | Toyota Racing Series                   | M2 Competition         | 16      | 5  | 4  | 7  | 10     | 356    | 2       |
| 2021    | Formuła 2                              | Hitech Grand Prix      | 23      | 1  | 1  | 2  | 3      | 103    | 9       |
| 2021    | Deutsche Tourenwagen Masters           | AF Corse               | 16      | 3  | 4  | 1  | 10     | 227    | 2       |
| 2022    | Formuła 2                              | Carlin                 | 28      | 4  | 0  | 3  | 10     | 149    | 3       |
| 2023    | Formuła 1                              | Scuderia AlphaTauri    | 5       | 0  | 0  | 0  | 0      | 2      | 20*     |
| 2023    | Super Formula                          | Team Mugen             | 9       | 3  | 1  | 3  | 4      | 106,5  | 2       |

‡ - Przyznano połowę punktów, gdyż zostało przejechane mniej niż 75% wyścigu.